# تحلیل‌گر نرم‌افزار
در تیم ایجاد نرم‌افزار تحلیلگر نرم‌افزار کسی است که دامنهٔ مسألهٔ نرم‌افزار را بررسی و تحلیل می‌کند و نیازمندی‌های نرم‌افزار و مستند مشخصات مورد نیاز نرم‌افزار را آماده می‌کند. تحلیلگر نرم‌افزار متصل‌کنندهٔ کاربران نرم‌افزار و تیم ایجاد نرم‌افزار است. تحلیل‌گران نرم‌افزار خواسته‌های کاربران نرم‌افزار را به تیم ایجاد نرم‌افزار منتقل می‌کند.
انتظار می‌رود تحلیل‌گر نرم‌افزار مهارت‌های زیر را داشته باشد:
- دانش کاری در مور فن‌آوری نرم‌افزار
- تجربه و تخصص برنامه‌نویسی رایانه
- دانش عمومی از کسب‌وکار
- حل و ساده‌سازی مسائل
- مهارت ارتباط بین فردی
- انعطاف‌پذیری و سازگاری